# 長使英雄淚滿襟
長使英雄淚滿襟（英文：Attack and Retreat，意大利文：Italiani brava gente）為意大利電影，於1965年上映。講述第二次世界大戰中，意大利士兵於德蘇戰爭中的故事。電影譯名出自唐代詩人杜甫之作《蜀相》，後為香港上映時之譯名。